# БОЧ рВФ 260602
БОЧ рВФ 260602 (Биологический Объект Человек рода Ворониных-Фроловых, родившийся 26 июня 2002 года) — имя, в регистрации которого было отказано родителям мальчика в России в 2002 году.

## Описание
Родители, художник Вячеслав Воронин и реставратор графики Марина Фролова, решили назвать своего сына, родившегося в Москве 26 июня 2002 года, именем БОЧ рВФ 260602 (расшифровывая это имя как «Биологический Объект Человек рода Ворониных-Фроловых, родившийся 26.06.2002 года»).
Вячеслав Воронин также заявлял, что он намерен изменить собственное имя на БОЧ рВП 250856 («Биологический Объект Человек рода Ворониных-Пархоменко, родившийся 25 августа 1956 года»).

## История
В Чертановском загсе Москвы родителям отказали в регистрации ребёнка под таким именем. Мальчик, по данным на 2009 год, жил без российского свидетельства о рождении и без документального подтверждения российского гражданства. Всемирным правительством граждан мира ему были выданы свидетельство о рождении и международный паспорт, на основании которых ему был выписан российский медицинский полис. Эти же документы дали родителям возможность определить мальчика в школу.
Татьяна Ушакова, заместитель начальника главного управления ЗАГС Москвы, сообщила, что отказ в регистрации был сделан в целях защиты интересов ребёнка. При этом замначальника управления отметила, что закона, который запрещал бы подобные имена, на тот момент не было. Она добавила, что родители обращались и в Страсбургский суд. Суд принял заявку родителей к исполнению, но через год неожиданно без объяснения причин отказался рассматривать это дело.
В феврале 2017 года родители ребёнка утверждали, что дома и в школе мальчика называют «Боч», что имя не вызывает проблем среди сверстников, а для оформления паспорта они готовы пойти на «вынужденную формальность», записав его как «Боч Фролов». 1 мая того же года президент России Владимир Путин подписал закон, запрещающий регистрировать имена людей, содержащие цифры и символы.
По утверждению адвоката Антона Жарова, в возрасте 14 лет БОЧ рВФ 260602 сменил имя на Игорь Воронин. Однако на сайте правительства Москвы имеется заметка об успешном участии в конкурсе профессионального мастерства студента колледжа с именем Боч Воронин.